# Маттар, Луис
Луи́с Ма́ттар (порт. Luiz Mattar; род. 18 августа 1963, Сан-Паулу) — бразильский профессиональный теннисист и предприниматель. Член сборной Бразилии в Кубке Дэвиса, победитель 12 турниров Гран-при и АТР-тура в одиночном и парном разрядах.

## Биография
Луис Маттар родился в 1963 году в семье бизнесмена Фуада Маттара, владельца фирмы Paramount Textiles и торгового представителя компании Lacoste в Бразилии. Во время учёбы в бразильском Университете Маккензи по специальности «гражданское машиностроение» 22-летний Луис совершил туристическую поездку в Европу, где, чтобы сэкономить на проживании, начал играть в любительских теннисных турнирах. Вернувшись в Бразилию, он объявил отцу, что начинает профессиональную теннисную карьеру; Фуад и Луис заключили соглашение: если теннисная карьера не окупит себя в течение двух лет, Маттар-младший возвращается в университет. В итоге Луис так никогда и не окончил своё высшее образование.
Профессиональная игровая карьера Луиса Маттара продолжалась десять лет, за которые он выиграл семь титулов в турнирах Гран-при и АТР в одиночном и пять — в парном разряде. Особенно успешно Маттар выступал на бразильских кортах: четыре года подряд он выходил в финал турнира в Гуаруже, одержав три победы подряд, два раза выигрывал Открытый чемпионат Рио-де-Жанейро и один раз — турнир в Сан-Паулу. В 1989 году он поднялся до 29-го места в рейтинге ATP, что является пятым лучшим результатом в истории бразильского мужского тенниса, и заработал только за этот год почти 175 тысяч долларов (общая сумма призовых за карьеру — около полутора миллионов долларов). С 1986 по 1995 год он выступал в составе сборной Бразилии в Кубке Дэвиса. В 1987 году он выиграл восемь из девяти своих встреч за сборную, в том числе решающий матч против именитого Андреса Гомеса в матче с командой Эквадора, и вывел бразильцев в Мировую группу — высший эшелон Кубка Дэвиса. В 1992 году Маттар входил в состав бразильской команды, пробившейся в полуфинал Мировой группы. В общей сложности он провёл за сборную 38 игр (16 побед и 15 поражений в одиночном разряде, 4 победы и 3 поражения в парном). Маттар также дважды представлял Бразилию на Олимпийских играх: в 1988 году в Сеуле и в 1992 году в Барселоне.
После окончания игровой карьеры Луис Маттар, как и его отец, стал успешным бизнесменом. Его первым вложением стал ночной бар Dado Bier, а в 1999 году Маттар занялся электронными продажами, создав колл-центр Telefutura. Новая компания Маттара процветала, привлекая инвесторов: в 2001 году 20 % акций «Телефутуры» приобрёл бразильский промышленный конгломерат Votorantim Group, а в 2007 году она вошла в его состав под названием TIVIT с сохранением за Маттаром поста президента компании. В 2010 году 54 % акций «Телефутуры» приобрёл уже британский финансовый гигант Apax Partners, но и после этого Маттар остался на руководящем посту. К этому времени TIVIT была одной из крупнейших платформ BPO в Латинской Америке, оказывая аутсорсинговые услуги более чем половине всех крупнейших предприятий Бразилии, и её суммарная стоимость оценивалась в миллиард долларов.

## Позиция в рейтинге в конце года
| Разряд    | 1984 | 1985 | 1986 | 1987 | 1988 | 1989 | 1990 | 1991 | 1992 | 1993 | 1994 |
| --------- | ---- | ---- | ---- | ---- | ---- | ---- | ---- | ---- | ---- | ---- | ---- |
| Одиночный | 745  | 230  | 95   | 38   | 44   | 62   | 43   | 113  | 51   | 70   | 73   |
| Парный    | 534  | 153  | 131  | 86   | 158  | 147  | 69   | 65   | 109  | 149  | 310  |

## Финалы турниров Гран-при и АТР за карьеру

### Одиночный разряд (7+4)
| Результат | №  | Дата            | Турнир                   | Покрытие | Соперник в финале | Счёт в финале |
| --------- | -- | --------------- | ------------------------ | -------- | ----------------- | ------------- |
| Победа    | 1. | 26 яннваря 1987 | Гуаружа, Бразилия        | Хард     | Кассиу Мотта      | 6-3, 5-7, 6-2 |
| Поражение | 1. | 9 ноября 1987   | Сан-Паулу, Бразилия      | Хард     | Хайме Исага       | 2-6, 6-4, 2-6 |
| Поражение | 2. | 23 ноября 1987  | Итапарика, Бразилия      | Хард     | Андре Агасси      | 6-7, 2-6      |
| Победа    | 2. | 25 января 1988  | Гуаружа (2)              | Хард     | Элиот Телчер      | 6-3, 6-3      |
| Победа    | 3. | 6 февраля 1989  | Гуаружа (3)              | Хард     | Джимми Браун      | 7-6, 6-4      |
| Победа    | 4. | 10 апреля 1989  | Рио-де-Жанейро, Бразилия | Ковёр    | Мартин Хайте      | 6-4, 5-7, 6-4 |
| Поражение | 3. | 5 февраля 1990  | Гуаружа                  | Хард     | Мартин Хайте      | 6-3, 4-6, 3-6 |
| Победа    | 5. | 2 апреля 1990   | Рио-де-Жанейро (2)       | Ковёр    | Эндрю Снайдер     | 6-4, 6-4      |
| Победа    | 6. | 9 ноября 1992   | Сан-Паулу                | Хард     | Жайми Онсинс      | 6-1, 6-4      |
| Поражение | 4. | 21 февраля 1994 | Скоттсдейл, Аризона, США | Хард     | Андре Агасси      | 4-6, 3-6      |
| Победа    | 7. | 9 мая 1994      | Делрей-Бич, Флорида, США | Грунт    | Джейми Морган     | 6-4, 3-6, 6-3 |

### Парный разряд (5+6)
| Результат | №  | Дата             | Турнир                     | Покрытие | Партнёр           | Соперники в финале               | Счёт в финале |
| --------- | -- | ---------------- | -------------------------- | -------- | ----------------- | -------------------------------- | ------------- |
| Победа    | 1. | 26 января 1987   | Гуаружа, Бразилия          | Хард     | Кассиу Мотта      | Мартин Гипп Торе Майнеке         | 7-6, 6-1      |
| Победа    | 2. | 14 сентября 1987 | Женева, Швейцария          | Грунт    | Рикарду Асиоли    | Мансур Бахрами Диего Перес Бурин | 3-6, 6-4, 6-2 |
| Поражение | 1. | 5 февраля 1990   | Гуаружа                    | Хард     | Кассиу Мотта      | Густаво Луса Хавьер Франа        | 6-7, 6-7      |
| Поражение | 2. | 11 июня 1990     | Флоренция, Италия          | Грунт    | Диего Перес Бурин | Серхи Бругера Орасио де ла Пенья | 6-3, 3-6, 4-6 |
| Поражение | 3. | 22 октября 1990  | Сан-Паулу, Бразилия        | Ковёр    | Марк Куверманс    | Шелби Кэннон Альфонсо Мора       | 7-6, 3-6, 6-7 |
| Победа    | 3. | 31 декабря 1990  | Веллингтон, Новая Зеландия | Хард     | Николас Перейра   | Джон Леттс Жайми Онсинс          | 4-6, 7-6, 6-2 |
| Поражение | 4. | 29 апреля 1991   | Мадрид, Испания            | Грунт    | Жайми Онсинс      | Густаво Луса Кассиу Мотта        | 0-6, 5-7      |
| Поражение | 5. | May 20, 1991     | Болонья, Италия            | Грунт    | Жайми Онсинс      | Люк Дженсен Лори Уордер          | 4-6, 6-7      |
| Поражение | 6. | 13 апреля 1992   | Тампа, США                 | Грунт    | Андрей Ольховский | Майк Бриггс Тревор Кронеман      | 6-7, 7-6, 4-6 |
| Победа    | 4. | 8 июня 1992      | Флоренция                  | Грунт    | Марсело Филиппини | Ройс Депп Брент Хайгарт          | 6-4, 6-7, 6-4 |
| Победа    | 5. | 31 октября 1994  | Монтевидео, Уругвай        | Грунт    | Марсело Филиппини | Серхио Касаль Эмилио Санчес      | 7-6, 6-4      |